# 雲祥
雲祥（1874年—?），字紀五，号麟卿，曹氏，吉林漢軍正藍旗人，清朝政治人物、進士出身。
光緒癸巳科举人，二十四年（1898年），参加光緒戊戌科殿試，登進士二甲66名。同年五月，改翰林院庶吉士。光緒二十九年四月，散館，授翰林院編修。